# Red Wings Airlines
A Red Wings Airlines é uma empresa aérea com sede em Moscou, na Rússia, foi fundada em 1999 com o nome de VARZ-400, em 2001 mudou o nome para Airlines 400, em 2007 adotou o nome atual.

## Frota
Em agosto de 2017:
- Airbus A320: 4
- Airbus A321: 8

## Acidentes e incidentes
- Voo Red Wings Airlines 9268 - em 29 de dezembro de 2012 um Tupolev Tu-204 da Red Wings Airlines somente com comissários a bordo se chocou contra o chão quando ia pousar no aeroporto de Vnukovo em Moscou.